# 沙仙活地魔 (電影)
是一部於2004年上映的兒童奇幻電影，由約翰·史蒂芬生執導，佛瑞迪·海默、塔拉·菲茨杰拉德、喬納森·拜利、佐伊·沃納梅克等人主演，劇情改編自伊迪絲·內斯比特的小說《沙仙活地魔》。

## 演員
- 佛瑞迪·海默 飾 羅伯
- 喬納森·拜利 飾 西里爾
- 塔拉·菲茨杰拉德（英语：Tara Fitzgerald） 飾 母親
- Jessica Claridge 飾 安琪拉
- Poppy Rogers 飾 珍娜
- 亞力斯·傑寧斯（英语：Alex Jennings） 飾 父親
- 佐伊·沃納梅克（英语：Zoë Wanamaker） 飾 瑪莎
- 肯尼斯·布萊納 飾 艾伯特叔叔
- 埃迪·伊扎德 配音 莎米亞咚

## 外部連結
- 互联网电影数据库（IMDb）上《沙仙活地魔》的资料（英文）
- 豆瓣电影上《沙仙活地魔》的資料 （简体中文）
- Yahoo奇摩電影上《沙仙活地魔》的資料（繁體中文）
- 開眼電影網上《沙仙活地魔》的資料（繁體中文）